# かぼすタイム
『かぼすタイム』は、1995年4月から大分放送（OBSテレビ）で土曜午前に放送されているローカルワイド番組である。『ウィークエンド10』の後番組。放送開始当初のタイトルは『朝です!おおいたかぼすタイム』だった。
放送時間は当初は9:25 - 10:45で、2007年9月29日までは9:25 - 11:00、2008年2月23日までは9:25 - 11:30だった。それ以降は9:25 - 11:25に放送されている。
2006年11月からHD制作。

## 出演者
太字は大分放送アナウンサー。

### 現在の出演者
- 三重野勝己
- 日高由貴
- 飯倉寛子
- 河野真歩

### 過去の出演者
- 西村敏雄
- 工藤真由美
- 志賀江梨子
- 首藤健二郎
- 川浪千穂
- 工藤洋史
- 園田陽子
- 工藤由美
- 横川かずよ
- 吉田寛
- 栗林和美
- 米浜由圭
- リンダ
- 村津孝仁
- 松井督治
- 小野亜希子
- 米澤有加
- 石川正史
- 舘原美幸
- 小田崇之
- 久長美奈子
- 岡野涼子
- 齋藤はるか
- 小村美記
- 工藤圭子
- 安元佳奈
- 山崎唯依
- 牧貴宏
- 安美
- 賎川寛人
- 吉田諭司

## 主なコーナー

### 現在のコーナー
- 特集
- かぼすツアーズ
- 宿泊プレゼントクイズ
- THEなにがしSHOW
- エンタメっちゃBOX
- かぼすタイムショッピング
- かぼすクリップ
- ドコいこ！？
- フカボリ
- コレきゅん！
- アニマルマニア
- なんでもランキング

### 過去のコーナー
- 週刊かぼすプレス
- こだわりチョイス
- かぼスポ
- 週刊マイピクチャー
- 最新映画情報
- 女子力 + LABO
- 吉田諭司のなんだこりゃ!?

## 備考
週替りのメッセージテーマが用意される。視聴者から届いたメッセージは、番組内で随時紹介される。なお、以前のテーマは基本的に「今週の我が家の出来事」で統一されていたが、年内最後の放送日では「今年の我が家の出来事」となっていた。
FAXおよびメールの受付は10:35頃まで。
プレゼントの当選者発表は10:50頃。出演者が視聴者から届いたメッセージを読み上げる間、当選者の名前が画面下部に表示される。